# Enoplognatha deserta
Enoplognatha deserta es una especie de araña araneomorfa del género Enoplognatha, familia Theridiidae. Fue descrita científicamente por Levy & Amitai en 1981.
Habita desde Marruecos hasta Israel.